# Burp Suite
Burp Suite is een Java-applicatie voor het testen en analyseren van de veiligheid van webapplicaties. Burp Suite bevat onder andere een proxyserver, een spider, een intruder en een zogenaamde repeater (voor het automatiseren van aanvragen). Burp Suite is ontwikkeld door Portswigger Ltd en er is zowel een gratis als betaalde versie. Burp Suite is de industriestandaard voor het uitvoeren van een penetratietest.

## Proxyserver
Door Burp Suite in te stellen als een proxyserver en de webbrowser via deze proxyserver te laten werken is het mogelijk om al het verkeer tussen een browser en een webpagina te bekijken. Burp Suite biedt tevens de mogelijkheid alle berichten te wijzigen alvorens deze door te sturen. Op deze manier kunnen sommige uitzonderlijke situaties worden nagebootst.

## Spider
De Burp Suite spider is een hulpmiddel om de verschillende pagina's waaruit een website bestaat te vinden en in kaart te brengen. De daarbij horende functionaliteit is ook dikwijls in kaart te brengen. Dit doet de spider door middel van het onderzoeken van cookies en verbindingen aan te gaan met deze webapplicaties.

## Intruder
De intruder is een hulpmiddel om geautomatiseerde aanvallen uit te voeren op webapplicaties. Een vereiste is dat de gebruiker reeds over gedetailleerde kennis beschikt van de applicatie en het HTTP-protocol. Deze tool biedt een breed te configureren algoritme dat dubieuze HTTP-requests kan genereren. Met deze tool kunnen kwetsbaarheden als SQL-injectie, cross-site scripting, parametermanipulatie en zelfs brute force worden getest en opgespoord.

## Repeater
Dit is een hulpmiddel dat gebruikt kan worden om stresstests uit te voeren. Er kan een HTTP-verzoek worden opgesteld. Deze kan dan meerdere keren worden verstuurd. Er kan bijvoorbeeld worden gekeken wat er gebeurt als een verzoek binnenkomt dat veel rekenkracht vereist en wat er gebeurt als zo'n verzoek 1000 keer achter elkaar binnenkomt.